# Pierre Brun (Radsportler)
Pierre Brun (* 14. Juli 1933 in Montrouge) ist ein ehemaliger französischer Radrennfahrer.

## Sportliche Laufbahn
Brun war im Bahnradsport und im Straßenradsport aktiv. Als Amateur gewann er 1954 die traditionsreichen Eintagesrennen Paris-Ézy, Paris-Évreux und Paris-Mantes.
Von 1956 bis 1959 war er Unabhängiger und Berufsfahrer. Er gewann 1957 eine Etappe der Tour de l’Ouest, 1958 die Gesamtwertung des Circuit de l’Indre und eine Etappe in der Tour du Sud-Est sowie 1959 den Grand Prix de Nantes. Den Giro d’Italia 1959 beendete er nicht.
1955 hatte Brun den Titel in der Einerverfolgung bei den Amateuren gewonnen. 1953, 1954 und 1957 war er jeweils Vizemeister geworden. 1957 wurde er Dritter der Meisterschaft in der Einerverfolgung. An renommierten internationalen Rennen im Zweier-Mannschaftsfahren gewann Brun den Prix Dupré-Lapize 1956 mit Roger Godeau, 1957 mit Jacques Bellenger und 1959 mit Dominique Forlini. 1958 war er im Prix Goullet-Fogler mit Dominique Forlini erfolgreich. 1958 wurde er Dritter der Europameisterschaft im Zweier-Mannschaftsfahren.